# Villefranche-de-Lauragais
Pour les articles homonymes, voir Villefranche.
Villefranche-de-Lauragais est une commune française située dans l'est du département de la Haute-Garonne, en région Occitanie.
Sur le plan historique et culturel, la commune est dans le Lauragais, l'ancien « Pays de Cocagne », lié à la fois à la culture du pastel et à l’abondance des productions, et de « grenier à blé du Languedoc ». Exposée à un climat océanique altéré, elle est drainée par l'Hers-Mort, la Grasse, le Marès, le ruisseau de Favayrol, le ruisseau des Barelles et par divers autres petits cours d'eau.
Villefranche-de-Lauragais est une commune rurale qui compte 5 054 habitants en 2022, après avoir connu une forte hausse de la population depuis 1962. Elle est dans l'agglomération de Villefranche-de-Lauragais et fait partie de l'aire d'attraction de Toulouse. Ses habitants sont appelés les Lauragais ou Lauragaises ou Villefranchois.

## Géographie

### Localisation
La commune de Villefranche-de-Lauragais se trouve dans le département de la Haute-Garonne, en région Occitanie.
Elle se situe à 32 km à vol d'oiseau de Toulouse, préfecture du département, et à 24 km de Revel, bureau centralisateur du canton de Revel dont dépend la commune depuis 2015 pour les élections départementales.
La commune est par ailleurs ville-centre du bassin de vie de Villefranche-de-Lauragais.
Sur le plan historique et culturel, Villefranche-de-Lauragais fait partie du Lauragais, occupant une vaste zone, autour de l’axe central que constitue le canal du Midi, entre les agglomérations de Toulouse au nord-ouest et Carcassonne au sud-est et celles de Castres au nord-est et Pamiers au sud-ouest. C'est l'ancien « Pays de Cocagne », lié à la fois à la culture du pastel et à l’abondance des productions, et de « grenier à blé du Languedoc ».
La superficie de la commune de Villefranche-de-Lauragais est de 1 035 hectares. Son altitude varie de 168  à   256 mètres.

### Communes limitrophes
Les communes les plus proches sont :
Renneville (2,2 km), Gardouch (2,9 km), Saint-Rome (3,7 km), Montgaillard-Lauragais (3,9 km), Vallègue (4,0 km), Montclar-Lauragais (4,3 km), Vieillevigne (5,1 km), Saint-Vincent (5,5 km).
|            | Montgaillard-Lauragais    | Vallègue            |
| Saint-Rome | Villefranche-de-Lauragais | Avignonet-Lauragais |
| Gardouch   | Renneville                |                     |

### Hydrographie

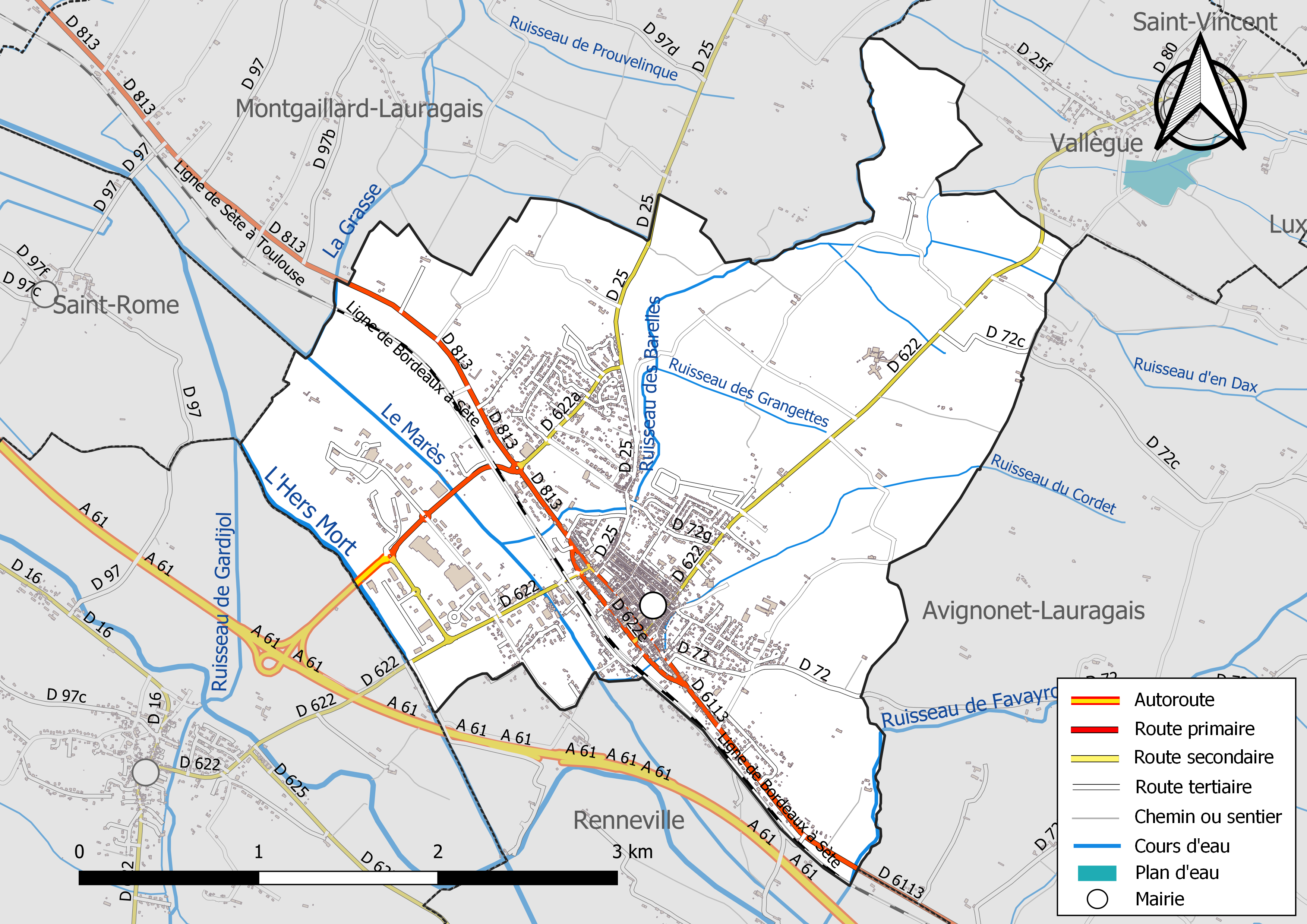
Réseaux hydrographique et routier de Villefranche-de-Lauragais.

La commune est dans le bassin de la Garonne, au sein du bassin hydrographique Adour-Garonne. Elle est drainée par l'Hers-Mort, la Grasse, le Marès, le ruisseau de Favayrol, le ruisseau des Barelles, le ruisseau d'en Dax, le ruisseau des Grangettes, le ruisseau du Cordet et par un petit cours d'eau, constituant un réseau hydrographique de 14 km de longueur totale,.
L'Hers-Mort, d'une longueur totale de 89,3 km, prend sa source dans la commune de Laurac (11) et s'écoule du sud-est vers le nord-ouest. Elle traverse la commune et se jette dans la Garonne à Grenade, après avoir traversé 40 communes.
La Grasse, d'une longueur totale de 18 km, prend sa source dans la commune des Les Cassés (11) et s'écoule vers l'ouest puis se réoriente vers le sud-ouest. Elle traverse la commune et se jette dans le Marès à Montgaillard-Lauragais, après avoir traversé 11 communes.
Le Marès, d'une longueur totale de 12,7 km, prend sa source dans la commune d'Avignonet-Lauragais et s'écoule du sud-est vers le nord-ouest. Il traverse la commune et se jette dans l'Hers-Mort à Montgaillard-Lauragais, après avoir traversé 4 communes.
Le ruisseau de Favayrol, d'une longueur totale de 10,3 km, prend sa source dans la commune de Mourvilles-Hautes et s'écoule du nord-est au sud-ouest. Il traverse la commune et se jette dans le Marès à Renneville, après avoir traversé 6 communes.

### Climat
Pour des articles plus généraux, voir Climat de l'Occitanie et Climat de la Haute-Garonne.
En 2010, le climat de la commune est de type climat du Bassin du Sud-Ouest, selon une étude s'appuyant sur une série de données couvrant la période 1971-2000. En 2020, Météo-France publie une typologie des climats de la France métropolitaine dans laquelle la commune est exposée à un climat océanique altéré et est dans la région climatique Aquitaine, Gascogne, caractérisée par une pluviométrie abondante au printemps, modérée en automne, un faible ensoleillement au printemps, un été chaud (19,5 °C), des vents faibles, des brouillards fréquents en automne et en hiver et des orages fréquents en été (15 à 20 jours).
Pour la période 1971-2000, la température annuelle moyenne est de 13,3 °C, avec une amplitude thermique annuelle de 15,8 °C. Le cumul annuel moyen de précipitations est de 693 mm, avec 9,4 jours de précipitations en janvier et 5,2 jours en juillet. Pour la période 1991-2020, la température moyenne annuelle observée sur la station météorologique la plus proche, située sur la commune de Ségreville à 10 km à vol d'oiseau, est de 13,4 °C et le cumul annuel moyen de précipitations est de 747,6 mm,. Pour l'avenir, les paramètres climatiques de la commune estimés pour 2050 selon différents scénarios d'émission de gaz à effet de serre sont consultables sur un site dédié publié par Météo-France en novembre 2022.

### Milieux naturels et biodiversité
Aucun espace naturel présentant un intérêt patrimonial n'est recensé sur la commune dans l'inventaire national du patrimoine naturel,,.

## Urbanisme

### Typologie
Au 1er janvier 2024, Villefranche-de-Lauragais est catégorisée bourg rural, selon la nouvelle grille communale de densité à sept niveaux définie par l'Insee en 2022.
Elle appartient à l'unité urbaine de Villefranche-de-Lauragais, une agglomération intra-départementale regroupant deux  communes, dont elle est ville-centre,,. Par ailleurs la commune fait partie de l'aire d'attraction de Toulouse, dont elle est une commune de la couronne,. Cette aire, qui regroupe 527 communes, est catégorisée dans les aires de 700 000 habitants ou plus (hors Paris),.

### Occupation des sols

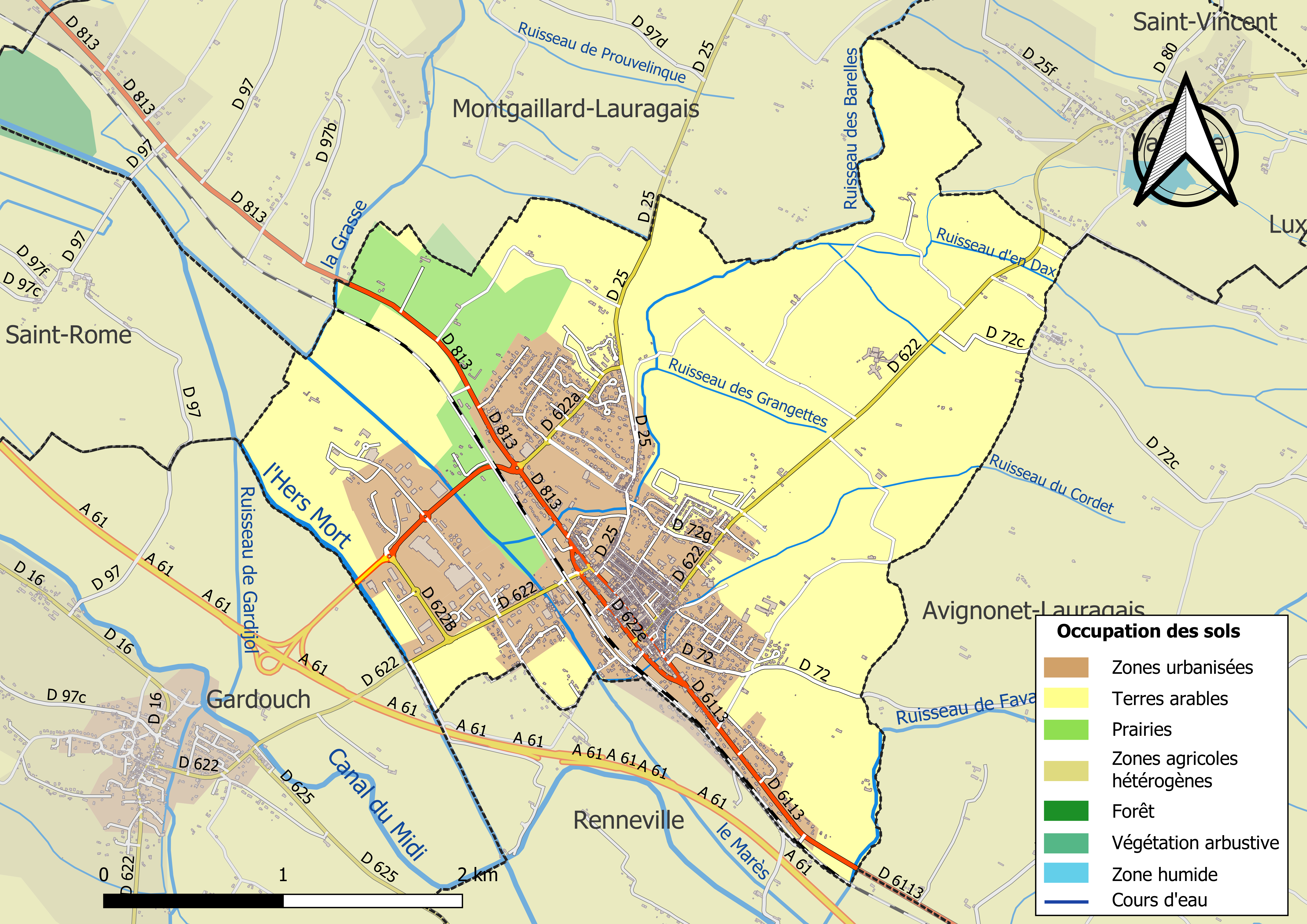
Carte des infrastructures et de l'occupation des sols de la commune en 2018 (CLC).

L'occupation des sols de la commune, telle qu'elle ressort de la base de données européenne d’occupation biophysique des sols Corine Land Cover (CLC), est marquée par l'importance des territoires agricoles (70,4 % en 2018), en diminution par rapport à 1990 (81,5 %). La répartition détaillée en 2018 est la suivante :
terres arables (62,9 %), zones urbanisées (24,8 %), prairies (7,5 %), zones industrielles ou commerciales et réseaux de communication (4,8 %). L'évolution de l’occupation des sols de la commune et de ses infrastructures peut être observée sur les différentes représentations cartographiques du territoire : la carte de Cassini (XVIIIe siècle), la carte d'état-major (1820-1866) et les cartes ou photos aériennes de l'IGN pour la période actuelle (1950 à aujourd'hui).

### Habitat et logement
En 2018, le nombre total de logements dans la commune était de 2 255, alors qu'il était de 2 074 en 2013 et de 1 888 en 2008.
Parmi ces logements, 89,1 % étaient des résidences principales, 2,4 % des résidences secondaires et 8,5 % des logements vacants. Ces logements étaient pour 76,6 % d'entre eux des maisons individuelles et pour 23,1 % des appartements.
Le tableau ci-dessous présente la typologie des logements à Villefranche-de-Lauragais en 2018 en comparaison avec celle de la Haute-Garonne et de la France entière. Une caractéristique marquante du parc de logements est ainsi une proportion de résidences secondaires et logements occasionnels (2,4 %) inférieure à celle du département (4,4 %) et à celle de la France entière (9,7 %). Concernant le statut d'occupation de ces logements, 58 % des habitants de la commune sont propriétaires de leur logement (56,6 % en 2013), contre 52,3 % pour la Haute-Garonne et 57,5 % pour la France entière.
| Typologie                                               | Villefranche-de-Lauragais | Haute-Garonne | France entière |
| ------------------------------------------------------- | ------------------------- | ------------- | -------------- |
| Résidences principales (en %)                           | 89,1                      | 88,3          | 82,1           |
| Résidences secondaires et logements occasionnels (en %) | 2,4                       | 4,4           | 9,7            |
| Logements vacants (en %)                                | 8,5                       | 7,3           | 8,2            |

### Voies de communication et transports

#### Voies de communication
Villefranche-de-Lauragais se trouve sur l'ancienne Route nationale 113 (actuelle RD 813), l'autoroute des Deux Mers (A61) sortie  20, et l'ancienne route nationale 622.

#### Transports
La gare de Villefranche-de-Lauragais, sur la ligne Bordeaux-Saint-Jean - Sète-Ville, est ouverte depuis 1858. Elle est desservie quotidiennement par des TER Occitanie effectuant des missions entre les gares de Toulouse-Matabiau, Castelnaudary, Carcassonne et Narbonne.
La ligne 350 du réseau Arc-en-Ciel relie la commune à la station Université-Paul-Sabatier du métro de Toulouse depuis Avignonet-Lauragais, la ligne 386 relie la commune à la gare routière de Toulouse, et la ligne 413 du réseau liO relie la commune à la gare routière de Toulouse et à Castelnaudary.

### Risques majeurs
Le territoire de la commune de Villefranche-de-Lauragais est vulnérable à différents aléas naturels : météorologiques (tempête, orage, neige, grand froid, canicule ou sécheresse), inondations et séisme (sismicité très faible). Il est également exposé à un risque technologique, la rupture d'un barrage. Un site publié par le BRGM permet d'évaluer simplement et rapidement les risques d'un bien localisé soit par son adresse soit par le numéro de sa parcelle.

#### Risques naturels
Certaines parties du territoire communal sont susceptibles d’être affectées par le risque d’inondation par débordement de cours d'eau, notamment le Marès, le ruisseau de Favayrol et la Grasse. La commune a été reconnue en état de catastrophe naturelle au titre des dommages causés par les inondations et coulées de boue survenues en 1982, 1992, 1993, 1996, 1998, 1999, 2000, 2009, 2014, 2017 et 2018,.

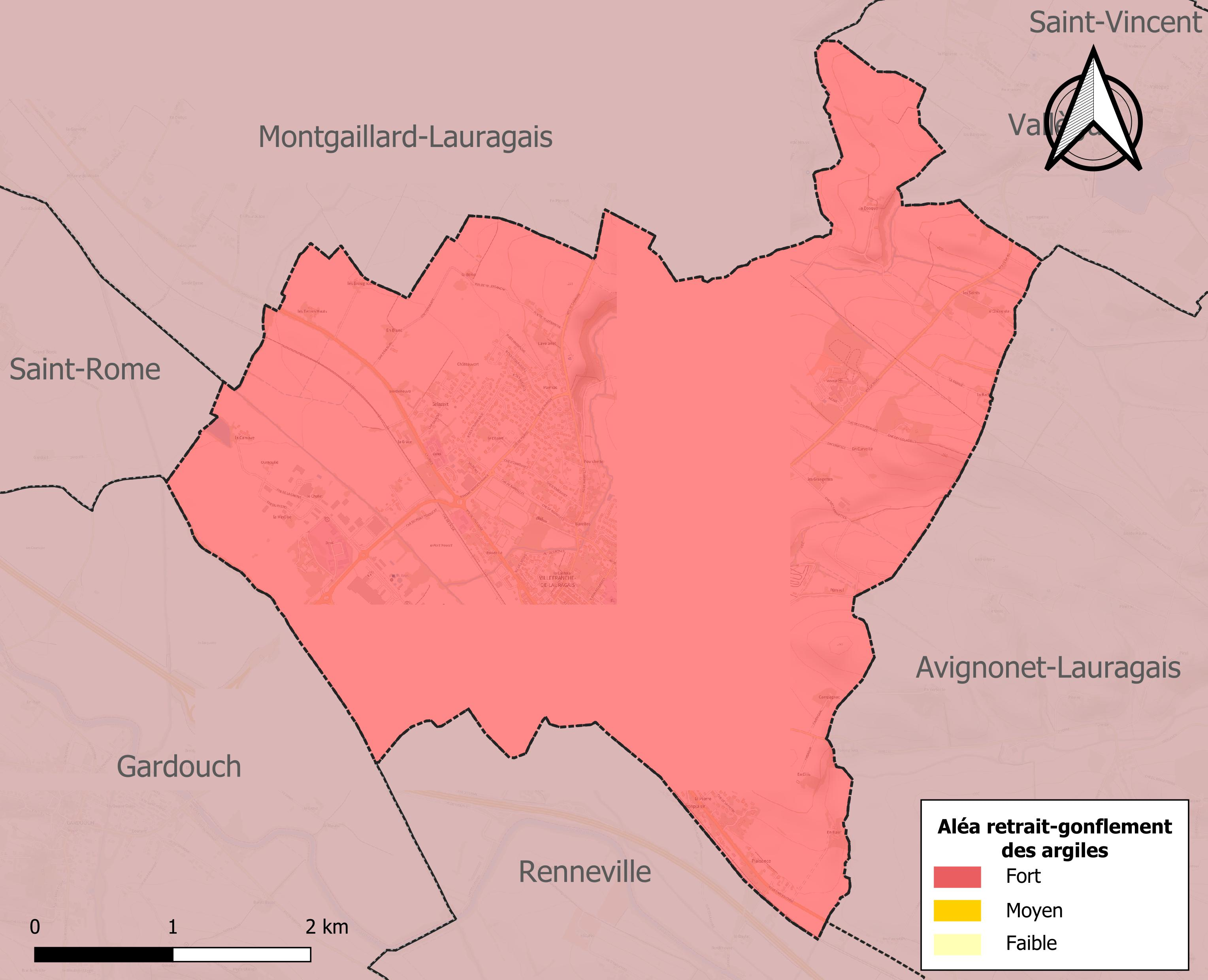
Carte des zones d'aléa retrait-gonflement des sols argileux de Villefranche-de-Lauragais.

Le retrait-gonflement des sols argileux est susceptible d'engendrer des dommages importants aux bâtiments en cas d’alternance de périodes de sécheresse et de pluie. La totalité de la commune est en aléa moyen ou fort (88,8 % au niveau départemental et 48,5 % au niveau national). Sur les 1 716 bâtiments dénombrés sur la commune en 2019, 1 716 sont en aléa moyen ou fort, soit 100 %, à comparer aux 98 % au niveau départemental et 54 % au niveau national. Une cartographie de l'exposition du territoire national au retrait gonflement des sols argileux est disponible sur le site du BRGM,.
Par ailleurs, afin de mieux appréhender le risque d’affaissement de terrain, l'inventaire national des cavités souterraines permet de localiser celles situées sur la commune.
Concernant les mouvements de terrains, la commune a été reconnue en état de catastrophe naturelle au titre des dommages causés par la sécheresse en 1992, 2002, 2003, 2012 et 2016 et par des mouvements de terrain en 1999.

#### Risques technologiques
La commune est en outre située en aval du barrage de l'Estrade sur la Ganguise (département de l'Aude). À ce titre elle est susceptible d’être touchée par l’onde de submersion consécutive à la rupture de cet ouvrage.

## Toponymie
« franche » signifie « libre »: la ville franche était une ville dont la bourgeoisie s’était beaucoup enrichie (sans doute en partie grâce au pastel) et s’était affranchie du régime féodal d’un seigneur. De ce fait, la population se retrouvait soustraite aux obligations fiscales. De plus, lors de la création d’une bastide, le contrat de paréage prévoyait des mesures incitatives visant à encourager l’installation d’habitants.

## Histoire

### Moyen Âge
Bastide fondée au XIIIe siècle en 1267 par Alphonse de Poitiers, comte de Toulouse.
En 1280, Philippe le Bel lui accorde une nouvelle charte de privilèges. Elle est dévastée en 1355 par Édouard de Woodstock, surnommé le Prince noir, lors de sa terrible chevauchée partie de l'Aquitaine anglaise.
La bastide de Villefranche, fondée sur un terroir propice à l’agriculture (céréales) et l’élevage (bovins ; porcins ; ovins ; volailles) prend son essor au XVIe siècle au détriment de sa voisine Avignonet-Lauragais. Elle est une cité prospère du « Pays de Cocagne ».
Quant aux rues longilignes, elles se croisent en angle droit en bordure de l’axe routier commercial, datant de son origine. Un entremis servant à l'évacuation des eaux usées témoigne de son passé médiéval ainsi qu’un nom : place du Portail (ancienne porte d’Autan), preuve de ses défenses.

### Révolution française et Empire
En 1790, la bastide devient chef-lieu de canton, sous-préfecture en 1800.
Elle est chef-lieu de district de 1790 à 1795 et d'arrondissement de 1800 à 1926.

## Politique et administration

### Rattachements administratifs et électoraux

#### Rattachements administratifs
La commune se trouve depuis 1926 dans l'arrondissement de Toulouse du département de la Haute-Garonne.
Elle était depuis 1793 le chef-lieu du canton de Villefranche-de-Lauragais. Dans le cadre du redécoupage cantonal de 2014 en France, cette circonscription administrative territoriale a disparu, et le canton n'est plus qu'une circonscription électorale.

#### Rattachements électoraux
Pour les élections départementales, la commune fait partie depuis 2014 du canton de Revel
Pour l'élection des députés, elle fait partie de la dixième circonscription de la Haute-Garonne.

### Intercommunalité
Villefranche-de-Lauragais était le siège de la communauté de communes Cap-Lauragais, un établissement public de coopération intercommunale (EPCI) à fiscalité propre créé fin 2008 et auquel la commune avait transféré un certain nombre de ses compétences, dans les conditions déterminées par le code général des collectivités territoriales.
Dans le cadre des dispositions de la loi portant nouvelle organisation territoriale de la République du 7 août 2015, qui prévoit que les établissements publics de coopération intercommunale (EPCI) à fiscalité propre doivent avoir un minimum de 15 000 habitants, cette intercommunalité a fusionné avec ses voisines pour former, le 1er janvier 2017, la communauté de communes des Terres du Lauragais dont la commune est le siège.

### Tendances politiques et résultats
La commune vote majoritairement à gauche.

#### Élections présidentielles dans la commune
Lors du premier tour de l'élection présidentielle de 1995, Lionel Jospin arrive en tête avec 40,45 % des suffrages,suivi par Jacques Chirac (16,22 %), Édouard Balladur (14,72 %), Jean-Marie Le Pen (10,88 %), Robert Hue (5,97 %) et Arlette Laguiller (4,95 %), aucun candidat ne dépasse ensuite les 4 %.
 Au second tour, contrairement au vote national, Lionel Jospin arrive en tête avec 61,16 % des suffrages contre 38,84 % pour Jacques Chirac.
Lors du premier tour de l'élection de 2002 Lionel Jospin arrive en première position avec 28,55 % des votes, suivi par Jean-Marie Le Pen (17,81 %), Jacques Chirac (14,5 %), Arlette Laguiller (5,59 %) et Jean Saint-Josse (5 %). 
Au second tour, Jacques Chirac obtient 83,01 % et Jean-Marie le Pen 16,99 %
Au premier tour de celle de 2007, Ségolène Royal obtient 35,83 % des votes, suivie par Nicolas Sarkozy (24,98 %), François Bayrou (15,77 %) et Jean-Marie Le Pen (9,75 %).
 Au second tour, Ségolène Royal obtient 56,33 % des suffrages et Nicolas Sarkozy 43,67.%.
Au premier tour de la présidentielle de 2012, les quatre premiers candidats sont  François Hollande (37,93 % des suffrages exprimés), Nicolas Sarkozy (21,05 %), Marine Le Pen (17,53 %) et Jean-Luc Mélenchon (10,64 %). 
Au second tour, François Hollande obtient 1 498 voix (60,8 %) et Nicolas Sarkozy 966 voix (39,20 %). Lors de ce scrutin14,53 % des électeurs se sont abstenus
Au premier tour de l'élection de 2017, les quatre premiers candidats ont été  respectivement  Emmanuel Macron (25,79 %,des suffrages exprimés), Jean-Luc Mélenchon (20,67 %), Marine Le Pen (20,56 %), François Fillon (14,83 %).
 Au second tour, le candidat élu Emmanuel Macron obtient 1 095 voix (67,01 %) et Marine Le Pen 736 voix (32,99 %). Lors de ce scrutin, 22,77 % des électeurs se sont abstenus.
Au premier tour de l'élection de 2022, les quatre premiers candidats sont respectivement Emmanuel Macron (26,52 %), Marine Le Pen (22,72 %), Jean-Luc Mélenchon (19,17 %) et Éric Zemmour (6,78 %).
Au second tour, le candidat élu Emmanuel Macron obtient 1 390. voix (56,41 %) et Marine Le Pen 1 074 voix (43,59 %). Lors de ce scrutin, 23,67 % des électeurs se sont abstenus.

#### Élections législatives dans la commune
Lors du premier tour des élections législatives de 2007 en Midi-Pyrénées, où la ville est encore rattachée à la septième circonscription, les quatre premiers candidats sont Patrick Lemasle (PS, candidat sortant : 41,05 % des suffrages exprimés), Jean-Pierre Bastiani (UMP : (32,68 %), Éric Gautier (UDF-MoDem :  6,05 %) et Arnaud Delamare (FN - 4,14 %). 
Au second tour, Patrick Lemasle, candidat élu, recueille 1 190 voix (59,68 %) et Jean-Pierre Bastiani 804 voix (40,32 %). Lors de ce scrutin, 32,21 % des électeurs se sont abstenus.
À compter des  élections législatives de 2012 dans la Haute-Garonne, la ville est rattachée à la dixième circonscription. 
Lors du premier tour, les quatre premiers candidats sont Gilbert Hébrard (PS dissident : 29,40 % des suffrages exprimés), Kader Arif (PS : 25,63 %), Dominique Faure (UMP-AC-PR : 20,53 %), Marie Lopau (Front national : 11,55 %). 
Au second tour, le candidat élu Kader Arif obtient  1 067 voix (60,90 %) et Dominique Faure 685 voix (39,10 %). Lors de ce scrutin, 39,20 % des électeurs se sont abstenus
Lors du premier tour de l'élection de 2017, les quatre premiers candidats sont Sébastien Nadot (MUP : 35,26 % des suffrages exprimés), Monique Fabre  LFI : 12,29 %), Kader Arif, député sortant (PS : 12,23 %), Matthieu Lachuries (FN : 11,94 %)
Au second tour, le candidat élu Sébastien Nadot recueille 832 voix (59,17 %) et Monique Fabre 574 voix (40,83 %). Lors de ce scrutin52,70 % des électeurs se sont abstenus.
Au premier tour des élections législatives de 2022 dans la Haute-Garonne, les quatre premiers candidat sont Alice Assier (G.s (NUPES) : 33,07 % des suffrages exprimés), Dominique Faure (PRV - LREM (ENS) : 27,05 %), Christelle Poirier (RN : 19,81 %) et Baptiste Marquié (RES : 6,92 %).
Au second tour, Alice Assier recueille 869 voix (52,99 %) et la candidate élue Dominique Faure 771 voix (47,01 %). Lors de ce scrutin, 50,77 % des électeurs se sont abstenus

#### Élections européennes dans la commune
Lors de l'élections européennes de 2014 en France, Villefranche fait partie de la circonscription Sud-Ouest.
Les quatre premières listes sont à Villefranche celles du PS-PRG menée par Virginie Rozière (25,87 % des suffrages exprimés), du FN menée par Louis Aliot (22,33 %), de UMP menée par Michèle Alliot-Marie (15,27 %) et d'Europe Écologie Les Verts menée par José Bové (10,07 %).
Lors de ce scrutin, 49,79 % des électeurs se sont abstenus.
Lors de l'élections européennes de 2019 en France, menée dans une unique circonscription nationale, les quatre premières listes sont à Villefranche celles du RN (21,37 %), LREM-MODEM (20,39 %), Europe-Écologie (13,50 %) et PS (9,65 %). Lors de ce scrutin, 41,55 % des électeurs se sont abstenus.

#### Élections régionales dans la commune
Au second tour des élections régionales de 2015 en Languedoc-Roussillon-Midi-Pyrénées, la liste PS de Carole Delga obtient 1 081 vioix (55,38 % des suffrages exprimés), celle FN de Louis Aliot (FN) (555 voix (28,43 %) et  LR menée par  Dominique Reynié 316 voix (16,19 %). Lors de ce scrutin, 35,55 % des électeurs se sont abstenus.
Au second tour des élections régionales de 2021 en Occitanie, la liste PS menée par Carole Delga obtient 937 voix (70,66 % des suffrages exprimés), celle RN menée par Jean-Paul Garraud 211 voix (15,91 %) et celle LR menée par Aurélien Pradié 178 voix (13,42 %). Lors de ce scrutin, 60,42 % des électeurs se sont abstenus.

#### Élections cantonales puis départementales dans la commune
Lors du premier tour des élections cantonales de 2011 dans la Haute-Garonne, où  la ville est encore le chef-lieu du canton de Villefranche-de-Lauragais. Les deux premiers candidats ont été dans la ville : 
- Pierre Izard, président du conseil général de la Haute-Garonne, ancien maire et candidat sortant, PS : 1 156 voix, 67,1 % des suffrages exprimés, élu ;
- Gilles Gonzalez, Front national : 198 voix, 11,5 %.
Lors de ce scrutin, 42,03 % des électeurs se sont abstenus.

A compter des élections départementales de 2015 dans la Haute-Garonne, la ville fait partie du canton de Revel. Lors du second tour, les binômes ont obtenu : 
- Gilbert Hébrard et Marie-Claude Piquemal-Doumeng (PS) : 1 121 voix, 61,73 %, élus ;
- Marielle Garonzi et Louis Palosse (DVD) : 354 voix, 19,49 % ;
- Olivier Lupion et Ghislaine Meyer (FN) : 341 voix, 18,78 %.
Lors de ce scrutin, 40,01 % des électeurs se sont abstenus.

Lors du second tour des élections départementales de 2021 dans la Haute-Garonne, les binomes ont obtenus : 
- Gilbert Hebrard et Florence Anne Siorat (Union à gauche) : 1 121 voix, 61,73 %, élus ;
- Pascale Ajac et Fernand Batigne (Rassemblement national) : 293 voix, 22,50 %. 
Lors de ce scrutin, 59,23 % des électeurs se sont abstenus.

#### Élections municipales
Lors des élections municipales de 2014 dans la Haute-Garonne, la liste PS-PCF-EELV menée par la maire sortante Marie-Claude Piquemal-Doumeng est la seule candidate et obtient donc la totalité des 1 462 suffrages exprimes. Sa liste est élue en totalité et 8 de ses membres sont également conseillers communautaires.
Lors de ce scrutin, 34,59 % des léecteurs se sont abstenus et 24,37 % des votants ont choisi un bulletin blanc ou nul.
Au second tour de l'élections municipales de 2020 en Haute-Garonne, la liste DVG menée par Bernard Barjou obtient la majorité absolue des suffrages exprimés avec 907 voix (25,94 %, 21 conseillers municipaux élus dont 6 communautaires), devançant de 101 voix celle également DVG menée par Valérie Grafeuille-Roudet qui a recueilli 806 voix (47,05 %,	6 conseillers municipaux élus dont 1 communautaire).
Lors de ce scrutin marqué par la pandémie de Covid-19 en France, 47,77 % des électeurs se sont abstenus
Après la démission de plus d'un tiers du conseil municipal, de nouvelles élections municipales sont organisées le 20 novembre 2022. La liste menée par Valérie Grafeuille-Roudet obtient 1 187 voix (66 % des suffrages exprimés, 23 conseillers élus dont 6 communautaires), devançant très largement celle menée par Lina Pic-Nardèse, conseillère municipale de la majorité sortante, qui a recueilli 615 voix (34 %, 4 conseillers municipaux élus dont 1 communautaire). 
Lors de ce scrutin, 49,97 % des électeurs se sont abstenus

### Administration municipale
Le nombre d'habitants étant compris entre 3 500 habitants et 4 999 habitants au dernier recensement, le nombre de membres du conseil municipal est de vingt sept.

### Liste des maires
| Période                                  | Période                       | Identité                      | Étiquette | Qualité |
| ---------------------------------------- | ----------------------------- | ----------------------------- | --------- | --- |
| Les données manquantes sont à compléter. |                               |                               |           | |
| 1870                                     | 1874                          | Henri Gringaut                |           | |
| 1874                                     | 1878                          | A. Bonay                      | DVD       | |
| 1878                                     | 1892                          | Jean Jules Godefroy Calès     | Rad.      | Député de la Haute-Garonne (1885 → 1889) Conseiller général de Villefranche-de-Lauragais (1880 → 1889)                                                                                       |
| 1892                                     | 1896                          | M. Camberoque                 | DVG       | |
| 1896                                     | 1904                          | Albert-Godefroy-Victor Calès  | DVD       | Fils de Jean Jules Godefroy Calès, percepteur Conseiller général de Villefranche-de-Lauragais (1889 → 1904 et 1907 → 1914)                                                                   |
| 1904                                     | 1908                          | J. Bourrel                    | DVG       | |
| 1908                                     | 1926                          | Pierre Bélinguier             | DVG       | Négociant en bestiaux à Villefranche-de-Lauragais Député de la Haute-Garonne (1914 → 1919) Conseiller général de Villefranche-de-Lauragais (1914 → 1926)                                     |
| 1926                                     | 1929                          | Ernest Cacha                  | Rad.      | Notaire Conseiller général de Villefranche-de-Lauragais (1926 → 1934) |
| 1929                                     | 1944                          | Charles Bernard Gajan         | SFIO      | Conducteur des Ponts et Chaussées |
| 1944                                     | 1965                          | Georges Turines               | RGR       | Directeur de cours complémentaire, ancien conseiller d'arrondissement Député de la Haute-Garonne (1951 → 1955) Conseiller général de Villefranche-de-Lauragais (1949 → 1961)                 |
| 1965                                     | 1971                          | Roger Alias                   | DVD       | Notaire Conseiller général de Villefranche-de-Lauragais (1961 → 1967) Suppléant du député Jacques Douzans (1967-1973)                                                                        |
| 1971                                     | 2001                          | Pierre Izard                  | PS        | Médecin pédiatre Président de la CC Cap-Lauragais (2008 → 2016) Conseiller général de Villefranche-de-Lauragais (1967 → 2015) Président du conseil général de la Haute-Garonne (1988 → 2015) |
| mars 2001                                | juillet 2020                  | Marie-Claude Piquemal-Doumeng | PS        | Fonctionnaire au conseil général Conseillère départementale de Revel (2015 → 2021) |
| juillet 2020                             | novembre 2022                 | Bernard Barjou                | DVD       | Receveur-percepteur des finances retraité Mandat écourté par la démission d'une partie du conseil municipal                                                                                  |
| novembre 2022,                           | En cours (au 24 janvier 2023) | Valérie Grafeuille-Roudet     | PS        | Chargée de mission au conseil départemental de Haute-Garonne |

## Équipements et services publics

### Eau et déchets
La collecte et le traitement des déchets des ménages et des déchets assimilés ainsi que la protection et la mise en valeur de l'environnement se font dans le cadre de la communauté de communes Cap-Lauragais.

### Enseignement
Située dans l'académie de Toulouse, Villefranche-de-Lauragais possède :
- Une école maternelle : La colline aux enfants ;
- une école élémentaire : Jules Ferry ;
- un collège : Jules Ferry;
- un lycée : Léon Blum.

#### Enseignement musical
- Une école de musique
- Une harmonie municipale

### Santé et sécurité
La ville dispose d'une Clinique : la clinique Monié, d'une caserne de pompiers et de deux gendarmeries (départementale et autoroute (attachée aux bâtiments des ASF, également présents du fait de la présence de l'échangeur autoroutier ( 20) de l'A61)). Clinique vétérinaire,

## Population et société

### Démographie
L'évolution du nombre d'habitants est connue à travers les recensements de la population effectués dans la commune depuis 1793. Pour les communes de moins de 10 000 habitants, une enquête de recensement portant sur toute la population est réalisée tous les cinq ans, les populations de référence des années intermédiaires étant quant à elles estimées par interpolation ou extrapolation. Pour la commune, le premier recensement exhaustif entrant dans le cadre du nouveau dispositif a été réalisé en 2004.

En 2022, la commune comptait 5 054 habitants, en évolution de +15,49 % par rapport à 2016 (Haute-Garonne : +8,02 %, France hors Mayotte : +2,11 %).
| 1793  | 1800  | 1806  | 1821  | 1831  | 1836  | 1841  | 1846  | 1851  |
| ----- | ----- | ----- | ----- | ----- | ----- | ----- | ----- | ----- |
| 1 665 | 1 934 | 2 115 | 2 271 | 2 602 | 2 765 | 2 805 | 2 769 | 2 870 |

| 1856  | 1861  | 1866  | 1872  | 1876  | 1881  | 1886  | 1891  | 1896  |
| ----- | ----- | ----- | ----- | ----- | ----- | ----- | ----- | ----- |
| 2 939 | 2 865 | 2 829 | 2 644 | 2 538 | 2 581 | 2 574 | 2 556 | 2 224 |

| 1901  | 1906  | 1911  | 1921  | 1926  | 1931  | 1936  | 1946  | 1954  |
| ----- | ----- | ----- | ----- | ----- | ----- | ----- | ----- | ----- |
| 2 277 | 2 347 | 2 176 | 2 035 | 2 119 | 2 004 | 2 122 | 2 161 | 2 218 |

| 1962  | 1968  | 1975  | 1982  | 1990  | 1999  | 2004  | 2006  | 2009  |
| ----- | ----- | ----- | ----- | ----- | ----- | ----- | ----- | ----- |
| 2 522 | 2 771 | 2 948 | 3 127 | 3 316 | 3 338 | 3 634 | 3 856 | 4 090 |

| 2014  | 2019  | 2022  | - | - | - | - | - | - |
| ----- | ----- | ----- | - | - | - | - | - | - |
| 4 282 | 4 806 | 5 054 | - | - | - | - | - | - |

| selon la population municipale des années : | 1968 | 1975 | 1982 | 1990 | 1999 | 2006 | 2009 | 2013 |
| Rang de la commune dans le département      | 19   | 26   | 32   | 40   | 45   | 47   | 50   | 54   |
| Nombre de communes du département           | 592  | 582  | 586  | 588  | 588  | 588  | 589  | 589  |

### Manifestations culturelles et festivités
Le roi Louis XIV autorise en 1668, l'ouverture d'un marché hebdomadaire fixé au vendredi et quatre foires annuelles (une par saison). Il y eut jusqu’à six places destinées aux échanges : foirail, marché aux porcs (Fontasse), aux ovins (jardin public), aux volailles, La Pradelle et la halle aux grains.
L'hiver un marché au gras est ouvert avec ses foie gras, canards gras et autres chapons et cassoulet.

### Sports et loisirs
Villefranche-de-lauragais dispose de diverses installations sportives (3 gymnases, 4 terrains de rugby / football, et de boulodromes), circuit de motocross.
- Club de rugby à XV, le Football Club Villefranchois (FCV)[66]  évolue aujourd'hui en Championnat de France de 2e division fédérale. Le club a évolué dans l'élite lors de la saison 1988-1989.
- Club de Handball, Le Handball Club Villefranchois (HBCV)[67] fort de sa formation à jouer la finale d'accession pour le championnat -18 France (haut niveau chez les jeunes) chez les filles et chez les garçons en 2018[68]. Les filles se sont qualifiées[69] et donc jouent en championnat -18 France pour la saison 2018-2019. Les autres catégories jouent les premiers rôles en championnat et/ou dans leurs coupes attitrées[70].
- Tennis, Twirling, Gymnastique, Judo, Taekwondo et Football et Équitation sont aussi pratiqués et dispensés.

## Économie

### Revenus
En 2018 (données Insee publiées en septembre 2021), la commune compte 2 029 ménages fiscaux, regroupant 4 774 personnes. La médiane du revenu disponible par unité de consommation est de 22 040 € (23 140 € dans le département). 49 % des ménages fiscaux sont imposés (55,3 % dans le département).

### Emploi
|                | 2008  | 2013  | 2018  |
| -------------- | ----- | ----- | ----- |
| Commune        | 5,7 % | 7,5 % | 7,3 % |
| Département    | 7,7 % | 9,6 % | 9,3 % |
| France entière | 8,3 % | 10 %  | 10 %  |

En 2018, la population âgée de 15 à 64 ans s'élève à 2 751 personnes, parmi lesquelles on compte 79,8 % d'actifs (72,5 % ayant un emploi et 7,3 % de chômeurs) et 20,2 % d'inactifs,. Depuis 2008, le taux de chômage communal (au sens du recensement) des 15-64 ans est inférieur à celui de la France et du département.
La commune fait partie de la couronne de l'aire d'attraction de Toulouse, du fait qu'au moins 15 % des actifs travaillent dans le pôle,. Elle compte 2 998 emplois en 2018, contre 2 513 en 2013 et 2 258 en 2008. Le nombre d'actifs ayant un emploi résidant dans la commune est de 2 025, soit un indicateur de concentration d'emploi de 148 % et un taux d'activité parmi les 15 ans ou plus de 59,8 %.
Sur ces 2 025 actifs de 15 ans ou plus ayant un emploi, 666 travaillent dans la commune, soit 33 % des habitants. Pour se rendre au travail, 79,1 % des habitants utilisent un véhicule personnel ou de fonction à quatre roues, 7,1 % les transports en commun, 10,1 % s'y rendent en deux-roues, à vélo ou à pied et 3,7 % n'ont pas besoin de transport (travail au domicile).

## Culture locale et patrimoine

### Lieux et monuments

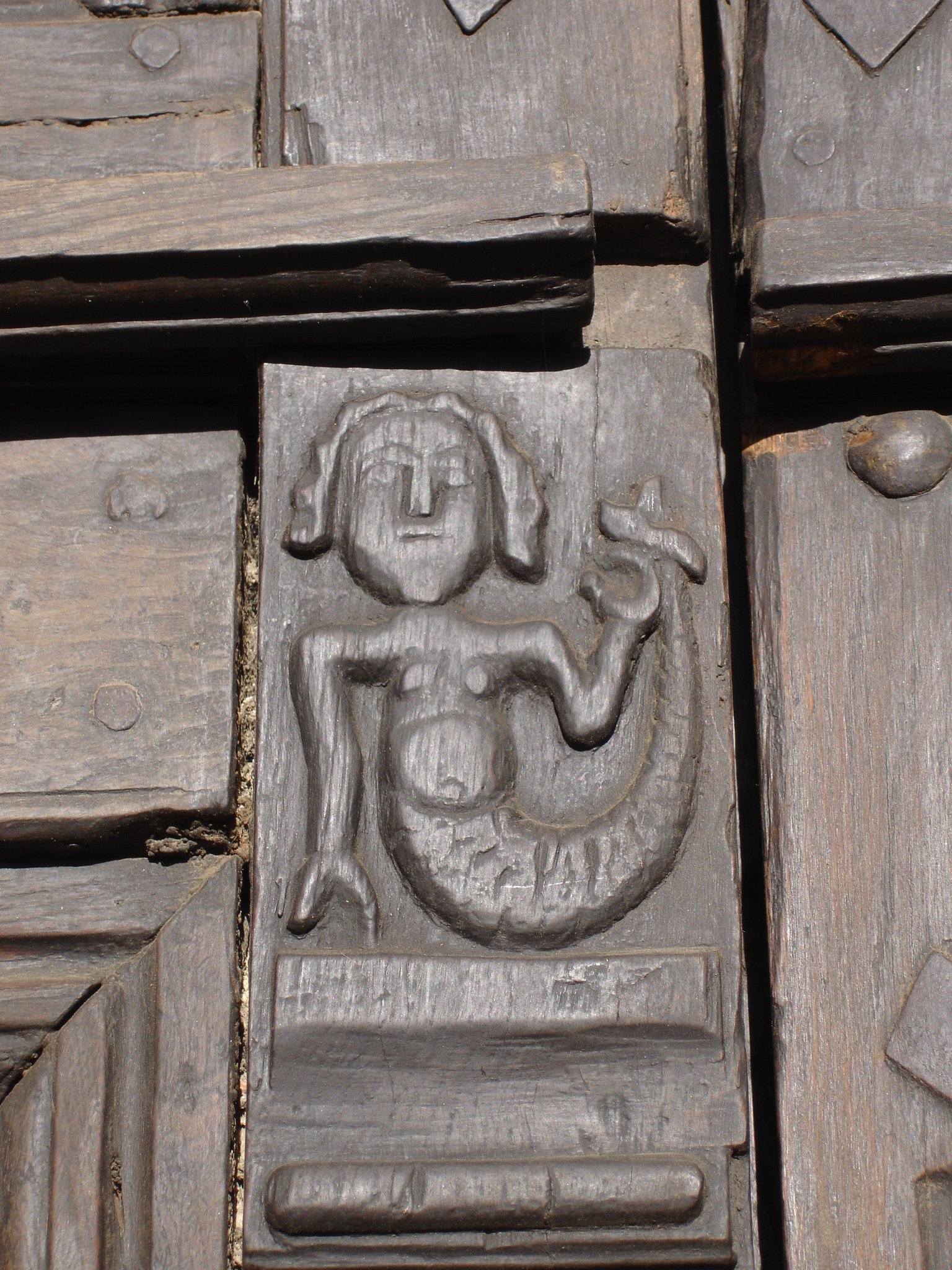
Détail de la porte de l'église

Vestiges antiques en architecture civile, la halle centrale aux hautes arcades, quelques maisons à colombages et tourelles, des maisons du XVIIe siècle, des passages couverts (« canton merdou »), le château de Barelles, des pontets médiévaux, le moulin à eau de Barelles.
et aussi :
- Le canal du Midi
- La mairie. Cet équipement a occupé successivement plusieurs emplacements : En 1835, celle-ci occupe avec l'école l'étage d'une petite halle jouxtant l'église et la rue Traversière permettait d'y accéder. En 1885, la mairie s'installe dans la Grande-rue, à l'actuel no 129 rue de la République. Le juge de Paix tenait au rez-de-chaussée du bâtiment des audiences de conciliation. La mairie s'installe dans les années 1970 à l'emplacement de l'ancienne Halle aux grains construite vers 1880 place de la Pradelle, l'actuelle place Gambetta, dans un bâtiment construit pour satisfaire à ses besoins[71]
- L'église Notre-Dame-de-l'Assomption, église édifiée en 1271 par Alphonse de Poitiers et Jeanne de Toulouse fondateur de cette bastide et frère de Saint-Louis. Le clocher-mur  à tourelles et à six baies de style gothique toulousain
- Une halle aux hautes arcades jouxte l'église[71]
- Kiosque à musique dans le jardin public, ombragé
- Château de Barelles
- le château Lavelanet à la sortie de la commune
- Le faubourg de Sébastopol à Villefranche-de-Lauragais était célèbre pour son alignement de moulins.
- La fontaine de Barreaux où on célébrait le repas de mariage au début du XXe siècle

### Personnalités liées à la commune
- Hugues Martin-Saint-Jean (1766-1850), homme politique français, avocat, maire de Castelnaudary, député de l'Aude de 1807 à 1815, y est né.
- Godefroy Calès[72] (1799-1868), médecin et homme politique français, élu le 23 avril 1848 représentant du peuple de la Haute-Garonne à l’Assemblée constituante, y est mort. Une place de la commune porte son nom. Son fils Jean Jules Godefroy Calès est maire de la ville de 1878 à 1892 et son petit-fils Albert-Godefroy-Victor Calès l'est de 1896 à 1904.
- Paul Fagot (1842-1908), naturaliste et malacologiste français y est né et mort.
- Max Lyan (1857-1933), femme de lettres, s'y est mariée.
- Paul Saint-Martin (cuisinier) (1865-1951), maître d'hôtel et cuisinier français, y est né.
- Pierre Bélinguier (1870-1926), homme politique, y est né.
- Jacques Versel (1885-1971), spécialiste du 1 500 mètres, y est né.
- Georges Turines (1895-1979), homme politique, y est mort.
- Raymond Roques (1902-1991), homme politique français, Député de la Haute-Garonne (1946-1951), militant de la langue occitane, directeur de l'hebdomadaire Le Midi de 1962 à 1966, y est mort.
- Jean d'Aligny (1909-1991), résistant, y est mort.
- Jacques Jomier (1914-2008), dominicain, y est mort.
- Bernard Cesses (1920-2006), joueur de rugby à XV, y est mort.
- Eugène Boyer (1922-2017), homme politique, y est mort.
- Jane Berbié (1931- ), mezzo-soprano et chef de chant française, y est née.
- André Abadie (1934-2020), joueur international français de rugby à XV, y est mort.
- Pierre Bondouy (1970- ), joueur français de rugby à XV, y est né.
- Laurent Mazas (1970- ), joueur international français de rugby à XV, y est né.

### Héraldique
| Blason de Villefranche-de-Lauragais | Blason  | De gueules à la croix cléchée, vidée et pommetée de douze pièces d'or, accompagnée de deux tours d'argent, maçonnées de sable, au chef cousu d'azur chargé de trois fleurs de lys aussi d'or. |
| Blason de Villefranche-de-Lauragais | Détails | Le statut officiel du blason reste à déterminer. |

## Pour approfondir